# 金龍寺 (太田市)
金龍寺（きんりゅうじ）は、群馬県太田市にある曹洞宗の寺院。

## 歴史
1417年（応永24年）、横瀬貞氏の開基である。横瀬氏（後に由良氏）は新田義貞の末裔と称しており、先祖の義貞の追善供養のために創建した。
横瀬氏が金山城城主だった時期、当寺は横瀬氏の菩提寺となっている。1590年（天正18年）の由良氏（横瀬氏）の牛久転封により、一緒に移転した。現在も茨城県龍ケ崎市に金龍寺として現存している。
一方、旧所在地にも館林城城主榊原康政によって「金龍寺」が再興された。これが本項にて解説する金龍寺である。

## 文化財
- 金龍寺の由良氏五輪塔並びに新田義貞公供養塔（太田市指定重要文化財 昭和49年8月9日指定）[3]

## 交通アクセス
- 太田駅より徒歩30分。